# La Chapelle-Saint-Laurent
La Chapelle-Saint-Laurent és un municipi francès situat al departament de Deux-Sèvres i a la regió de la Nova Aquitània. L'any 2007 tenia 1.870 habitants.

## Demografia

### Població
El 2007 la població de fet de La Chapelle-Saint-Laurent era de 1.870 persones. Hi havia 754 famílies de les quals 195 eren unipersonals (77 homes vivint sols i 118 dones vivint soles), 300 parelles sense fills, 239 parelles amb fills i 20 famílies monoparentals amb fills.
La població ha evolucionat segons el següent gràfic:
Habitants censats

### Habitatges
El 2007 hi havia 846 habitatges, 760 eren l'habitatge principal de la família, 32 eren segones residències i 54 estaven desocupats. 827 eren cases i 19 eren apartaments. Dels 760 habitatges principals, 574 estaven ocupats pels seus propietaris, 172 estaven llogats i ocupats pels llogaters i 13 estaven cedits a títol gratuït; 3 tenien una cambra, 27 en tenien dues, 97 en tenien tres, 197 en tenien quatre i 436 en tenien cinc o més. 633 habitatges disposaven pel capbaix d'una plaça de pàrquing. A 341 habitatges hi havia un automòbil i a 363 n'hi havia dos o més.

### Piràmide de població
La piràmide de població per edats i sexe el 2009 era:
| Homes | Edats   | Dones |
| ----- | ------- | ----- |
| 0     | 95 o +  | 0     |
| 16    | 90 a 94 | 20    |
| 8     | 85 a 89 | 28    |
| 4     | 80 a 84 | 16    |
| 52    | 75 a 79 | 48    |
| 52    | 70 a 74 | 48    |
| 36    | 65 a 69 | 56    |
| 64    | 60 a 64 | 40    |
| 64    | 55 a 59 | 44    |
| 52    | 50 a 54 | 56    |
| 52    | 45 a 49 | 48    |
| 52    | 40 a 44 | 52    |
| 76    | 35 a 39 | 64    |
| 52    | 30 a 34 | 68    |
| 52    | 25 a 29 | 44    |
| 24    | 20 a 24 | 28    |
| 48    | 15 a 19 | 36    |
| 88    | 10 a 14 | 72    |
| 64    | 5 a 9   | 48    |
| 32    | 0 a 4   | 28    |

## Economia
El 2007 la població en edat de treballar era de 1.073 persones, 801 eren actives i 272 eren inactives. De les 801 persones actives 754 estaven ocupades (419 homes i 335 dones) i 45 estaven aturades (16 homes i 29 dones). De les 272 persones inactives 158 estaven jubilades, 54 estaven estudiant i 60 estaven classificades com a «altres inactius».

### Ingressos
El 2009 a La Chapelle-Saint-Laurent hi havia 747 unitats fiscals que integraven 1.840,5 persones, la mediana anual d'ingressos fiscals per persona era de 15.578 €.

### Activitats econòmiques
Dels 80 establiments que hi havia el 2007, 1 era d'una empresa extractiva, 3 d'empreses alimentàries, 1 d'una empresa de fabricació de material elèctric, 4 d'empreses de fabricació d'altres productes industrials, 15 d'empreses de construcció, 16 d'empreses de comerç i reparació d'automòbils, 4 d'empreses de transport, 2 d'empreses d'hostatgeria i restauració, 5 d'empreses financeres, 7 d'empreses immobiliàries, 10 d'empreses de serveis, 7 d'entitats de l'administració pública i 5 d'empreses classificades com a «altres activitats de serveis».
Dels 26 establiments de servei als particulars que hi havia el 2009, 1 era una oficina de correu, 2 oficines bancàries, 2 tallers de reparació d'automòbils i de material agrícola, 4 paletes, 3 guixaires pintors, 2 fusteries, 1 lampisteria, 3 electricistes, 3 perruqueries, 2 restaurants, 2 agències immobiliàries i 1 saló de bellesa.
Dels 8 establiments comercials que hi havia el 2009, 1 era una gran superfície de material de bricolatge, 2 botiges de menys de 120 m², 1 una fleca, 2 carnisseries, 1 una llibreria i 1 una floristeria.
L'any 2000 a La Chapelle-Saint-Laurent hi havia 56 explotacions agrícoles que ocupaven un total de 2.226 hectàrees.

## Equipaments sanitaris i escolars
El 2009 hi havia 1 farmàcia i 1 ambulància.
El 2009 hi havia 2 escoles elementals.

## Poblacions més properes
El següent diagrama mostra les poblacions més properes.